# 군신선우

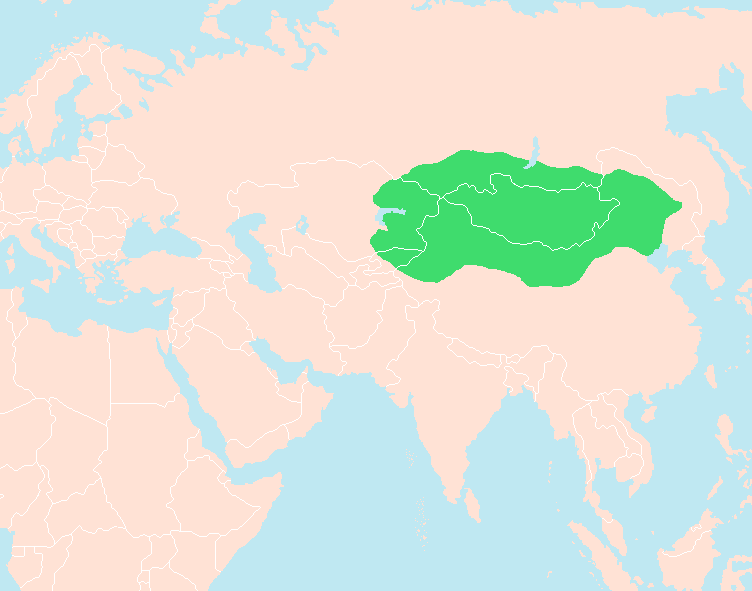

군신선우(軍臣單于, ? ~ 기원전 127년)은 흉노의 선우(재위: 기원전 160년 ~ 기원전 127년)이다.

## 생애
아버지 노상 선우(老上單于)가 한나라와 체결했던 평화조약을 파기하였다. 즉위하여 한 경제(景帝)조에는 한나라의 공주를 왕비로 맞았고, 교역을 행아여 양국의 관계는 좋았다. 그러나 무제가 즉위한 뒤로는 다시 한나라 침공을 시작하여 전쟁을 시작하였다.
기원전 126년 무렵 군신 선우는 10만의 기병을 거느리고 한나라 공격에 나섰는데, 진격로 일대의 초원에 사람의 인기척이 없자, 인접 봉화대 하나를 급습하고, 그 곳 관료를 심문하여 한나라 군사가 매복하고 있는 사실을 알아내고 회군하였다.
4년 후 한무제의 명을 받은 위청·공손오·공손하·이광은 각각 1만 기를 거느리고 군신 선우를 공략해 왔다. 공손오는 패전해 7000기를 잃었고, 이광은 흉노에 대패하여 부대가 전멸하였고, 본인은 포로가 되었다가 탈출하여 시안으로 복귀하였다. 한무제는 사형으로 죄를 물으려고 하였으나, 공손오와 이광은 무제에게 돈을 바치고 사형을 면하고 서인(庶人)이 되었다.
흉노 제국은 그들의 왕을 선우라고 지칭하고, 중요한 5개 부족이 중심을 이루고 있었다. 이 당시 한, 흉노 양국은 전쟁 가운데 장수를 포로로 잡아 제후 장수, 장군으로 봉하기도 하였는데, 지방 제후(장수)를 절란왕(折蘭王), 노후왕(盧侯王), 휴저왕(休屠王), 혼야왕(昆邪王)과 같은 장수를 왕으로 호칭했다.

## 가계
- 조부 : 묵돌 선우(冒頓單于)
  - 부친 : 노상 선우(老上單于)
    - 본인 : 군신선우
      - 아들 : 어단선우(於單單于)

    - 동생 : 이치사 선우(伊穉斜單于) : 조카 어단선우를 폐하고 즉위
      - 조카 : 오유 선우(烏維單于) : 이치사선우의 아들